# Angelika Fornell
Angelika Fornell (* 1954 in Solingen) ist eine deutsche Schauspielerin.

## Leben
Angelika Fornell studierte zunächst von 1975 bis 1979 Architektur an der RWTH Aachen und absolvierte dort zudem eine Fortbildung am Lehrstuhl für Bildhauerei. Ab 1980 war sie als Architektin für Planungen und Entwürfe in einer Architektengemeinschaft zuständig. Erst 1988 wandte Fornell sich der Schauspielerei zu. Nach der Teilnahme an einem Michael-Tschechow-Workshop, besuchte sie von 1988 bis 1989 die Neue Tanz- und Theaterschule Düsseldorf. Ihre umfangreiche Bühnenlaufbahn begann sie in der Spielzeit 1989/90 am Schauspielhaus Düsseldorf, dem sie bis 1992 angehörte, ehe sie für etwa zehn Jahre an das Schauspiel Bonn wechselte. Ab 2003 spielte Fornell gastweise an verschiedenen deutschen Bühnen, zunächst am Staatstheater Nürnberg, danach wiederholt am Hessischen Staatstheater Wiesbaden, ferner am Theater Bielefeld, am Zimmertheater Heidelberg, in Köln am Schauspiel und dem Theater Tiefrot, an den Kammerspielen Paderborn sowie an der Studiobühne Siegburg, an deren angegliederter Schauspielschule sie von 2008 bis 2010 eine Dozentur hatte. In der Spielzeit 2010/11 trat Fornell ein Engagement am Deutschen Theater in Göttingen an, dessen Ensemble sie bis heute angehört.
Unter den zahllosen bislang gespielten Rollen Fornells waren unter anderem die Schauspielerin in Sechs Personen suchen einen Autor von Luigi Pirandello, die Ina in Bertolt Brechts Kleinbürgerhochzeit, Frau Bergmann bzw. Frau Gabor in verschiedenen Inszenierungen von Frank Wedekinds Frühlings Erwachen, Eunice in Endstation Sehnsucht von Tennessee Williams, Frau Bruscon im Theatermacher von Thomas Bernhard, die Damen Mahlzahn und Waas in einer Bühnenfassung von Michael Endes Roman Jim Knopf und Lukas der Lokomotivführer oder die Titelrolle in Bernarda Albas Haus von Federico García Lorca. Eine weitere Titelrolle übernahm Fornell in Göttingen in dem Ein-Personen-Stück Die Magd Zerline von Hermann Broch. Dort sah man sie bislang auch als Lady Montague in William Shakespeares Drama Romeo und Julia, als Frau Brigitte im Zerbrochnen Krug von Heinrich von Kleist oder in mehreren Rollen in den beiden Teilen des Faust.
Vor der Kamera hat Angelika Fornell bisher nur sporadisch gearbeitet. Nach einem Camera acting-Workshop an der Internationalen Filmschule Köln 2009, spielte sie in der Seifenoper Verbotene Liebe in den Jahren 2010 und 2012 in mehreren Folgen den Charakter der Henriette Sabel, weitere Aufgaben bekam sie unter anderem in der Serie SOKO Köln und dem in Göttingen gedrehten Kriminalfilm Harder und die Göre.
Weiter hatte Fornell immer wieder Rollen in Hörfunkproduktionen des Westdeutschen Rundfunks und spricht als Voice-over bei zahlreichen Dokumentationen insbesondere des Kultursenders Arte. Vor allem im Jahr 2007 arbeitete sie gelegentlich auch als Synchronsprecherin und lieh verschiedenen ausländischen Kolleginnen ihre Stimme, überwiegend in Nebenrollen, darunter Geraldine James in Jane Austen’s Northanger Abbey, Jemma Redgrave in Mansfield Park oder Alice Krige in Persuasion.

## Filmografie (Auswahl)
- 2010–2012 Verbotene Liebe (div. Folgen als Henriette Sabel)
- 2013: Harder und die Göre
- 2015: SOKO Köln – Verfluchte Millionen
- 2019: Schmitz & Family (Ep. #1.2)

## Hörspiele
- 2000: Wolfsmond – Autor: Julio Llamazares – Regie: Hein Bruehl
- 2001: Mittsommermord – Autor: Henning Mankell – Regie: Thomas Leutzbach
- 2001: Unter dem Messer – Autor: Ivor Wilson – Regie: Dieter Carls
- 2002: Der Knoten – Autor: Andreas Weiser – Regie: Norbert Schaeffer
- 2003: Die Flügel des Wahns – Autorin: Giovanna Querci Favini – Regie: Jörg Schlüter
- 2004: Korridor Drei – Autor: Jiří Polák – Regie: Christoph Pragua
- 2005: Die Sonne der Sterbenden – Autor: Jean-Claude Izzo – Regie: Claudia Johanna Leist und Claudia Wilhelmine Stang
- 2005: Amore mio infinito – Autor: Aldo Nove – Regie: Fabian von Freier
- 2005: Kristus – das unerhörte Leben des Jan Beukels – Autor: Robert Schneider – Regie: Jörg Schlüter
- 2005: Spät war es, so spät – Autor: James Kelman – Regie: Fabian von Freier
- 2005: Die Hände des Pianisten – Autor: Eugenio Fuentes – Regie: Norbert Schaeffer
- 2007: Zwangscharakter – Autor: Bernhard Pfletschinger – Regie: Christoph Pragua
- 2007: Nicht Himmel. Nicht Hölle – Autorin: Friderike Vielstich – Regie: Jörg Schlüter
- 2008: Albtraum – Autorin: Petra Hammesfahr – Regie: Christoph Pragua
- 2008: Melancholischer Abgang – Autor: Erhard Schmied – Regie: Christoph Pragua
- 2009: Die Stadt der Toten – Autor: Kevin Brockmeier – Regie: Matthias Kapohl
- 2009: Die Tore der Welt – Autor: Ken Follett – Regie: Martin Zylka
- 2010: Parker – Das große Gold – Autor: Richard Stark – Regie: Thomas Leutzbach
- 2011: Der Flüsterer – Autor: Klaus-Peter Wolf – Regie: Thomas Leutzbach
- 2012: Zurück zum Beton – Autor: Xaõ Seffcheque – Regie: Thomas Leutzbach
- 2021: Jenseits der Zeit. Trisolaris-Trilogie nach Liu Cixin – Regie: Martin Zylka